# Megalithanlagen von Streedagh
Bei den Megalithanlagen von Streedagh handelt es sich um ein Court Tomb und ein Wedge Tomb. Sie liegen im Townland Streedagh (irisch An tSrithideach) im County Sligo in Irland. Am Strand von Streedagh wurden  im Jahre 1588 Schiffe der Spanischen Armada von einem Sturm zerstört. Von beiden Megalithanlagen kann man den Ben Bulben sehen.

## Wedge Tomb
Lage: 54° 24′ 2,5″ N, 8° 34′ 19,6″ W
Das kleine Wedge Tomb  liegt nordwestlich von Grange auf einer Landzunge am nördlichen Ende des Strandes von Streedagh. Die Megalithanlage, von der nur die Basisstrukturen erhalten sind, wurde nach einem Sturm freigespült.
Die Anlage besteht aus einer kleinen rechteckigen (nicht keilförmigen) etwa zwei Meter langen und einen Meter breiten Kammer sowie den Resten einer Doppelfassade und eines Steinhügels. Der äußere Randsteinring ist im Südwesten, wo noch 13 vorhanden sind, am besten erhalten.

## Court Tomb
Lage: 54° 23′ 23,2″ N, 8° 32′ 58,5″ W
Das Court Tomb liegt etwa 2,0 km landeinwärts vom Wedge Tomb entfernt. Es ist auch als Giant’s Grave bekannt. Es besteht aus einem langen Hügel, an dessen östlichem Ende sich die geringen Resten des Hofes englisch court befinden, der zu der beschädigten Galerie führt. Das östliche Ende wird durch eine niedrige steinerne Einfassung (vielleicht ein Ráth) gestört. Der Hügel wurde (vermutlich beim Bau des Ráth, stark beschädigt). Er war mindestens 33 m lang und 1,50 m hoch.
Von dem Hof und der Kammer sind noch mehrere Orthostaten erhalten. Die Galerie war wahrscheinlich 5,30 m lang und 2,90 m breit; diese Größe reicht aus, um zu vermuten, dass sie in zwei Kammern unterteilt war. Bei einem großen Steinblock in der Galerie in der handelt es sich vermutlich um einen herabgefallenen Türsturz; er misst 2,20 × 1,10 × 0,75 m.